# Vittjärnen (Ytterlännäs socken, Ångermanland, 699047-158218)
Vittjärnen är en sjö i Kramfors kommun i Ångermanland och ingår i Ångermanälven-Gådeåns kustområde.